# Federico Mompellio
Federico Mompellio (Genova, 9 settembre 1908 – Domodossola, 7 agosto 1989) è stato un musicologo, critico musicale e compositore italiano.

## Biografia
Diplomatosi nel 1926 in pianoforte presso il conservatorio di Genova, nel 1928 in composizione a Parma e laureatosi all'Università degli Studi di Genova nel 1932 in Lettere con una dissertazione in storia della musica, risultò vincitore l'anno seguente della cattedra di storia della musica presso il conservatorio di Palermo, incarico che ricoprì anche a Parma; fu in seguito (1938-1949) bibliotecario presso il conservatorio di Milano e docente di storia della musica (1949-1968).
Svolse per diversi periodici attività di critico musicale: Il diapason, la Rivista italiana di musicologia, la Nuova Rivista musicale italiana. Nel 1983 conseguì per la musica il Premio Feltrinelli dell'Accademia nazionale dei Lincei.
Fu dal 1950 docente presso la facoltà di lettere dell'Università degli Studi di Pavia, dal 1954 al 1971 presso la Scuola di paleografia e filologia musicale, sede di Cremona, fu inoltre docente di storia della musica all'Università Statale di Milano; fu dal 1964 al 1968 vicepresidente della Società italiana di musicologia e accademico di Santa Cecilia.
Mompellio muore a Domodossola il 7 agosto 1989.
Nella biblioteca del conservatorio di Como è conservato il fondo Mompellio, comprendente composizioni autografe e saggi musicologici del maestro.

## Pubblicazioni

### Libri
- Vita di N. Paganini da Genova scritta ed illustrata da G. Conestabile socio di varie accademie (Milano 1936)
- Pietro Vinci madrigalista siciliano (Milano 1937)
- Il Regio Conservatorio di musica di Milano (Firenze 1941)
- M.E. Bossi (Milano 1952)
- Sigismondo d'India, musicista palermitano (Milano 1957)
- Lodovico Viadana, musicista tra due secoli XVI-XVII (Firenze 1967)

### Saggi
- A proposito d'una celebrazione del centocinquantenario della nascita di Paganini, in «La rassegna musicale», A. 7, n. 2 (Mar.-Apr. 1934), pp. 133–135
- Un «grillesco capriccio» di A. Banchieri, in Rivista musicale italiana, LV (1953), pp. 371–403;
- L'esecuzione «espressiva» nella pratica musicale del '500, in Musica sacra, I (1956), 1, pp. 17–20;
- La cappella del duomo, da Matthias Hermann di Vercore a Vincenzo Ruffo (in Storia di Milano, IX, Milano 1961, pp. 749–786)
- La cappella del duomo dal 1573 ai primi decenni del '900 (in Storia di Milano, XVI, Milano 1962, pp. 506–588)
- Critiche di Verdi ai critici, in A E. Desideri nel suo 70 compleanno, Bologna 1963, pp. 97–150;
- S. Filippo Neri e la musica «pescatrice di anime», in Chigiana, XXII (1965), pp. 3–33;
- Musica provvisoria nella prima «Forza del destino», in Bollettino dell'Istituto di studi verdiani, II (1966), 6, pp. 1611–1680;
- Premessa all'opera di L. Janácek «Da una casa di morti», in Conferenze dell'Associazione amici della Scala 1966-1967, Milano 1968, pp. 51–88;
- Un certo modo di procedere che non si può scrivere, in Scritti in onore di L. Ronga, Milano 1973, pp. 367–388;
- Il «Quinto concerto» di Paganini: un'avventura orchestrale di ieri e di oggi, in Quaderni dell'Istituto di studi paganiniani, II (1974), pp. 3–10;
- (in collaborazione con Pietro Berri), Certamente di Paganini è il ritrovato concerto in ‘’mi’’ minore, in «Genova», anno 56 n. 76 (1976), pp. 23-35

### Composizioni
- Crumbs, per pianoforte a quattro mani
- Fàtima, racconto mistico in tre parti per voci, soliste, coro e orchestra